# Vestervang Kirke (Helsingør Kommune)
 For alternative betydninger, se Vestervang Kirke. (Se også artikler, som begynder med Vestervang Kirke)
Vestervang Kirke ligger i Helsingør. Kirken blev indviet palmesøndag 3. april 1966 og erstattede et kirkerum indrettet i kælderen under Skolen ved Gurrevej, der ligger på den anden side af Skolealléen.
Kirken er tegnet af arkitekt Holger Jensen.
Kirkens arkitektur mødte en del modstand i begyndelsen, hvor den i folkemunde gik under navnet Boretårnet.
Sognet har dog siden taget kirken til sig, og de seneste tilbygninger får kirken til at fremstå mere arkitektonisk fuldendt. Kirkerummet har hele tiden fremstået meget smukt og harmonisk.
I tilknytning til kirken er en barak placeret i det minimale skovområde. Denne benyttes af FDF/FPF 'Helsingør 3. Kreds, Vestervang'.

## Historie
- 1966 Kirken indvies bestående af hovedbygning med integreret tårn og præsteværelse.
- 1976 Festsalen tilføjes, en sal der støder op til kirkerummet. Samtidigt indvies to konfirmandlokaler, et kordegnekontor og toiletfaciliteterne udbygges.
- 1983 Kirken får sit spir, og nyt orgel, korværelse og samtalerum tilbygges.

## Eksterne kilder og henvisninger
- Wikimedia Commons har flere filer relateret til Vestervang Kirke (Helsingør Kommune)
- Vestervang Kirke Arkiveret 31. januar 2011 hos  Wayback Machine hos nordenskirker.dk
- Vestervang Kirke hos KortTilKirken.dk